# 长穗腺背蓝
长穗腺背蓝（学名：Adenacanthus longispicus），为爵床科腺背蓝属下的一个植物种。